# Kirghizfilm
Kirghizfilm (în rusă Киргизфильм) este un studio de film kirgiz din Bișek (Frunze). . A fost fondat în 1942 și a produs lungmetraje, documentare și filme de animație.

## Legături externe
http://kyrgyzfilm.kg/ Arhivat în 7 aprilie 2020, la Wayback Machine.